# ملعب بوب لوكاس
ملعب بوب لوكاس (بالإنجليزية: Bob Lucas Stadium)‏ هو ملعب كرة قدم في وايمث بإنجلترا، يمتلكه نادي وايمث. أنشأ عام 1986-1987، يتسع الملعب إلى 10000 متفرج.